# Madura English–Sinhala Dictionary
Madura English–Sinhala Dictionary (en español: Madura Inglés–Cingalés Diccionario) es un servicio de diccionario electrónico gratuito desarrollado por Madura Kulatunga. Está disponible como software de computadora, un sitio web en línea y una aplicación para Android. El diccionario contiene más de 230.000 definiciones, incluidos varios términos técnicos. A partir de 2016, el diccionario se ha descargado aproximadamente 1,000,000 y ocupa el lugar número 100 entre los sitios más visitados de Sri Lanka. El diccionario se distribuye como freeware. Fue lanzado inicialmente el 23 de noviembre de 2002.

## Desenvolvimiento
Kulatunga, un ingeniero informático de Sri Lanka, escribió un programa en Visual Basic para un diccionario inglés-cingalés, usando las entradas del diccionario del diccionario inglés-cingalés de Gunapala Piyasena Malalasekera. El programa se comercializó a partir del 23 de noviembre de 2002. En 2008, lanzó una versión gratuita de Internet, el primer diccionario en línea inglés-cingalés. Kulatunga admitió más tarde que había infringido los derechos de autor del diccionario Malalasekera inglés-cingalés al crear su software, pero dijo en 2015 que ya no infringía los derechos de autor. En 2017, desarrolló y agregó el método de entrada de teclado cingalés a su aplicación de Android Google Play.